# Walter Kennedy (Dichter)
Walter Kennedy (um 1460; † um 1508) war ein schottischer Dichter der Renaissance und wurde zu den Makars gezählt.
Er stammte aus dem Clan Kennedy in Dunure, South Ayrshire, und war jüngerer Bruder des Clanoberhaupts John Kennedy, 2. Lord Kennedy of Dunure. Als Mitglied des Clans hatte er auch gute Kontakte zum Hof in Edinburgh. Er stammte aus einem stark durch das Gälische geprägten Landstrich der Lowlands, war Landbesitzer in Carrick und Galloway und war Geistlicher (Rektor in Douglas, South Lanarkshire, und Kanon der Kathedrale von Glasgow). Kennedy studierte ab 1475 an der Universität Glasgow mit dem Magister Artium 1478.
Er lieferte sich ein literarisches Duell (Flyting) mit William Dunbar, wobei auch die Tatsache eine Rolle spielte, dass er Gälisch-sprachig war, worauf Dunbar als rückständig herabblickte (als Erschry, irisch, bezeichnet). In seinem Lament of the Makaris (um 1505) von Dunbar wird er als kurz vor dem Sterben beschrieben, es gibt aber keinen sonstigen Hinweis, dass dies zutraf. 
Sechs seiner Gedichte sind erhalten, neben The Flyting eine längere Passion Christi (The Passioun of Crist) und kurze Gedichte: Praise of Aige (Lob des Alters), Ane Ballat in Praise of Our Lady, Pious Counsale, Ane Agit Manis Invective against Mouth Thankless. Die Gedichte sind alle in Mittel-Schottisch, seine gälischen Gedichte sind nicht erhalten.